# Поль Вен
Поль Вен (нар. 13 червня 1930 — пом. 29 вересня 2022) — французький археолог та історик античності, спеціаліст з історії Стародавнього Риму. Студент Вищої нормальної школи та член Французької школи в Римі, він був почесним професором Колеж де Франс.

## Біографія
Вен народився в Екс-ан-Провансі. З усіх напрямків освіти, яку він назвав «некультурною», він випадково обрав археологію та історію, у віці восьми років, коли він знайшов уламок амфори на кельтській стоянці поблизу села в Кавайоні. Він особливо зацікавився римською цивілізацією, оскільки вона була найвідомішою в місці, де він виріс.
Сім'я переїхала до Лілля, він старанно вивчав римські колекції тамтешнього археологічного музею під керівництвом куратора. Він стверджував, що його інтерес до греків і римлян він випадково виявив у дитинстві та на нього не вплинули жодні гуманістичні ідеї.
Приїхавши до Парижа за ступенем бакалавра, він відчув раптовий спалах політичного пробудження, коли побачив барельєф присвячений визволенню міста внизу бульвару Сен-Мішель, і приєднався до Французької комуністичної партії. Через чотири роки він залишив партію, так і не маючи справжніх політичних переконань.
З іншого боку, погане ставлення до алжирців з боку колонізаторів викликало в нього однакову відразу як і звірства нацистів. Однак, шок, який він відчував від цього, не був соціальним або політичним, а був моральним.
Поль Вен навчався у Вищій нормальній школі у Парижі (1951—1955). У 1955—1957 роках він був членом Французької школи в Римі, після чого оселився в Екс-ан-Провансі та працював професором Університету Провансу. Саме в роки перебування в Ексі він опублікував свій провокаційне есе «Comment on écrit l'histoire» про епістемологію історії. У той час, коли панівна течія у французькій історіографії надавала перевагу кількісним методам, есе Вена беззаперечно проголошувало історію «справжньою казкою». Завдяки своїм есе він став першим представником, який викликав інтерес до наративних аспектів історичної науки.
Однак, його монографія про евергетизм 1975 року ("Le pain et le cirque) продемонструвала, що концепція Вена наративної історії дещо відрізняється від загального погляду, і що його розбіжності з панівною школою «Анналів» були меншими, ніж здавалися у 1970 році. Книга — всебічне дослідження практики дарування подарунків у традиціях Марселя Мосса, що більше відповідає антропологічному впливу історії ментальностей третього покоління анналістів, ніж «старомодній» наративній історії.
У 1975 році Вен вступив до Колеж де Франс завдяки підтримці Реймона Арона, якого покинув його колишній спадкоємець П'єр Бурдьє. Однак Вен не згадав імені Арона у своїй першій лекції, що викликало невдоволення, і, за словами Вена, він зазнав переслідувань Арона, який сприйняв це як ознаку невдячності. Вен працював там завідувачем кафедри римської історії з 1975 до 1999 року.
У 1978 році епістемологічне есе Вена перевидали разом із новим есе Мішеля Фуко «Foucault révolutionne l'histoire». У цьому есе Вен відійшов від наполягання сприймати історію як наратив та зосередився натомість на роботі Фуко, яка стала головним зрушенням в історичному мисленні. Сутність «революції» Фуко полягала, згідно з Веном, у перемиканні уваги з «об'єктів» на «практики» для освітлення шляху виникнення епістемологічних об'єктів, а не самих об'єктів. Завдяки цьому есе Вен зарекомендував себе як своєрідний і важливий тлумач роботи свого колеги. Стосунки між істориком старовини та філософом також вплинули на звернення Фуко до античності у другому томі «Історії сексуальності», а також на його читання лібералізму в його публічних лекціях (1978–79). У 2008 році Вен опублікував нову книгу, присвячену Фуко, переробивши деякі теми зі свого есе 1978 року, розширивши інтелектуальний портрет філософа.
Поль Вен жив у Бедуені, у Воклюзі. Він помер 29 вересня 2022 року у віці 92 років.

## Відзнаки
- 1990 рік: Кавалер ордена Почесного легіону
- 1995 рік: Офіцер ордена «За заслуги» (Франція)
- 2016: Офіцер ордена Почесного легіону
- 2016: Командор Ордену Мистецтв і літератури

## Нагороди
- 1972: Премія Французької академії
- 2006: Нагороди Шатобріана
- 2007: Книжкова премія Сенату Франції
- 2007: Гран-прі Гобера
- 2009: Приз Роже Кайюа
- 2014: Премія Феміна
- 2017: Премія Національної бібліотеки Франції
- 2021: Медаль Сенату Франції

## Основні публікації

### Французькою
- Коментар до écrit l'histoire: essai d'épistémologie, Paris Le Seuil, 1970.[26]
- Le pain et le cirque, Paris, Le Seuil, 1976.
- L'inventaire des diférences, Paris, Le Seuil, 1976.
- Les Grecs ont-ils cru à leurs mythes ?, Париж, Le Seuil, 1983.
- L'élégie érotique romaine, Paris, Le Seuil, 1983.
- Histoire de la vie privée, том. I, Париж, Le Seuil, 1987.
- René Char en ses poèmes, Париж, Gallimard, 1990.
- La société romaine, Paris, Le Seuil, 1991.
- Sénèque, Entretiens, Lettres à Lucilius, перероблений переклад, вступ і примітки, Париж, Laffont, 1993.
- Le quotidien et l'intéressant, бесіди з Катериною Дарбо-Пещанські, Париж, Hachette, 1995.
- Les mystères du gynécée, у співпраці з Ф. Фронтізі-Дюкру та Ф. Ліссарагом, Париж, Gallimard, 1998.
- Sexe et pouvoir à Rome, Париж, Tallandier, 2005.
- L'empire gréco-romain, Париж, Le Seuil, 2005.
- Foucault, sa pensée, sa personne, Париж, Альбін Мішель, 2008.
- Mon musée imaginaire, ou les chefs-d'œuvre de la peinture italienne, Paris, Albin Michel, Beaux livres, 2010.
- Et dans l'éternité je ne m'ennuierai pas, Париж, Альбін Мішель, 2014.
- Пальмір. L'irremplaçable trésor , Париж, Альбін Мішель, 2015
- La Villa des Mystères à Pompéi, Париж, Gallimard, зб. «Мистецтво та художники», 2016.
- Une insolite curiosité, Париж, Роберт Лаффонт, кол. «Букіни», 2020.

### Англійською
- Writing History: Essay on Epistemology, Оксфорд, The Wesleyan Edition, 1984
- History of Private Life: From Pagan Rome to Byzantium, Гарвард, Harvard University Press, 1987
- Did the Greeks Believe in Their Myths?: An Essay on the Constitutive Imagination, Чикаго, University of Chicago Press, 1988
- Bread and Circuses: Historical Sociology and Political Pluralism, Лондон, Penguin Books, 1992
- The Roman Empire, Гарвард, The Belknap Press, 1997
- Foucault: His Thought, His Character, Кембридж, Polity Press, 2003
- When Our World Became Christian: 312—394, Cambridge, Polity Press, 2010
- Palmyra: An Irreplaceable Treasure, Чикаго, University of Chicago Press, 2017